# Sant Joan Baptista de Pladecorts
Sant Joan Baptista de Pladecorts és l'església parroquial del poble i del terme de Sant Joan de Pladecorts, a la comarca del Vallespir (Catalunya del Nord).
Està situada en el cementiri del poble, al sud-est del nucli vell de Sant Joan de Pladecorts.

## Història

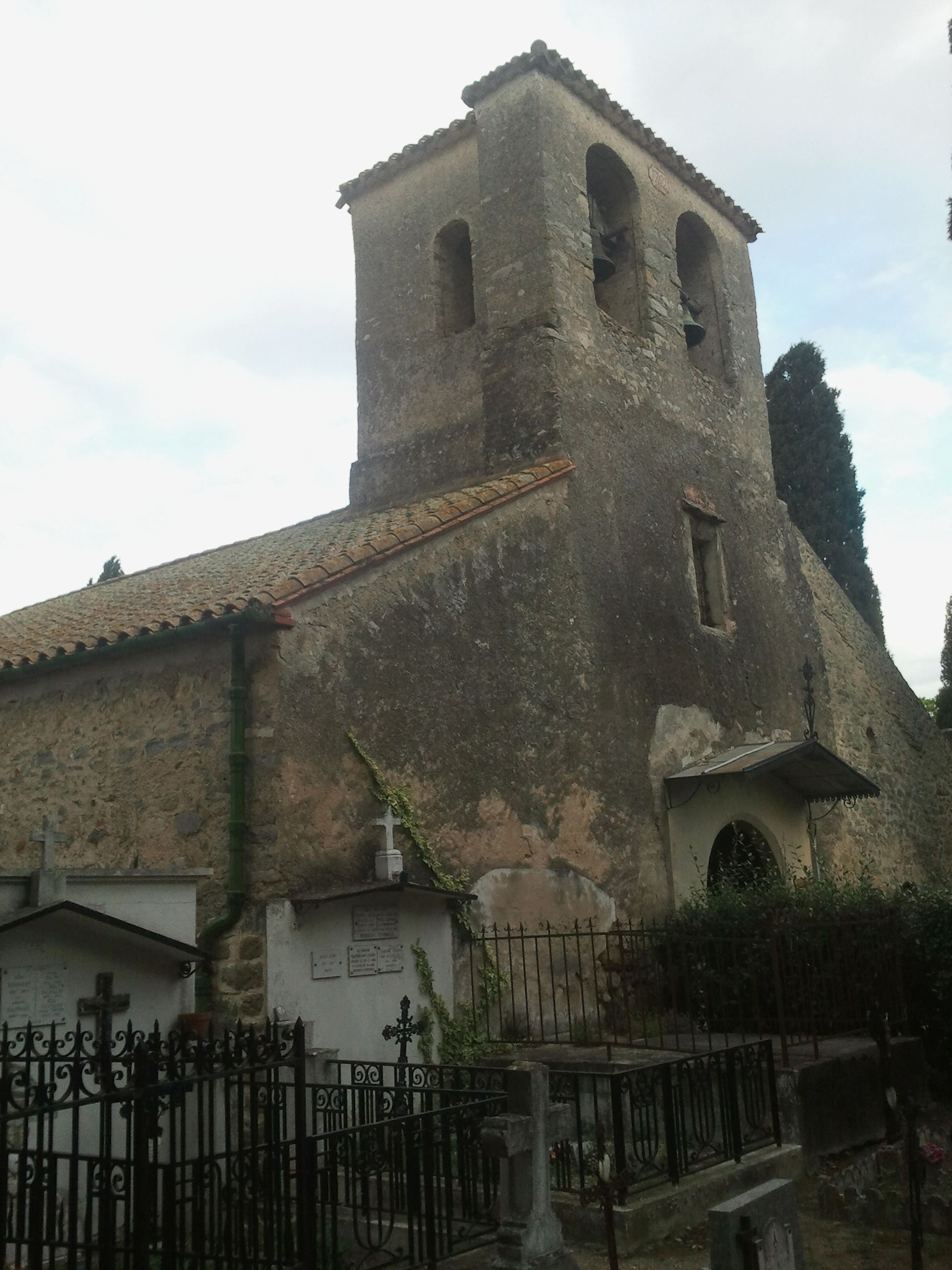
Façana de ponent

Aquest edifici, que era l'original església parroquial del poble, ha cedit aquest paper a la que en el seu moment es va agençar a l'interior del Castell de Pladecorts i ha passat a ser capella del cementiri del poble. El paper de temple parroquial el desenvolupa, doncs, l'església de Sant Joan Baptista del Castell de Pladecorts. La seva història va lligada amb la del poble i del castell. És esmentada des del 976, quan la senyora de Pladecorts, Minimil·la, donà el lloc de Pladecorts al comte de Besalú Oliba Cabreta, per tal que aquest li retorni en feu sota la seva protecció; en el document que s'estén per a aquest acte consta Sancti Iohannis de Plano de Curtibus. Posteriorment hi ha d'altres esments de l'església: 1009, 1266, 1279, 1280... És especialment interessant un capbreu del 1339 en què es descriu l'església com a situada en un turó vora el cementiri, envoltada de parets de tanques on els vilatans tenien horts, en la majoria dels quals hi havia oliveres. En un document del 1372 s'esmenta també la cellera de Pladecorts, que sembla que devia estar originalment a l'entorn d'aquesta església, però fou traslladada ja a l'edat mitjana a l'entorn del castell. Es desconeix en quin moment exacte es traslladà la parroquialitat d'una església a l'altra.

## L'església
És un edifici romànic de tres naus del segle xi, amb els absis procedents d'una església anterior, prerromànica; es tracta d'uns absis de planta rectangular, com és habitual en aquell estil. La nau central és coberta amb volta de canó dividida en tres trams, amb dos arcs torals, mentre que les dues naus col·laterals tenen volta de quart de cercle.
L'església ha estat modificada en èpoques diferents, entre les quals destaca la del segle xiv, quan es van destruir els arcs formers primitius del temple romànic per tal d'obrir unes grans arcades entre la nau principal i les col·laterals. Al XVII es va reformar la façana de ponent construint-hi un campanar quadrat. L'església roman del tot arrebossada, per la qual cosa es fa pràcticament impossible destriar els elements originals dels afegits.
A l'exterior de la façana meridional hi ha una placa de marbre que duu la data del 1225. Es tracta de l'epitafi de Saurina, el cos de la qual va ser traslladat d'emplaçament, com explica la làpida.